# Neocaridina davidi
Neocaridina davidi – słodkowodna krewetka karłowata z rodzaju Neocaridina zamieszkująca wody Chin i północnego Wietnamu, wyhodowana na Tajwanie. Krewetka ta jest zwierzęciem chętnie hodowanym przez akwarystów słodkowodnych ze względu na jego jasne wybarwienie o różnych, barwnych odcieniach: czerwieni (Fire Red lub Red Cherry), błękitu i żółci. Hodowle wykazują duży potencjał gospodarczy tego gatunku. Pozycja systematyczna tych ozdobnych skorupiaków nie jest jasna i trwa dyskusja nad przynależnością tych zwierząt do Neocaridina davidi (Bouvier, 1904) lub Neocaridina heteropoda Liang,  2002. Prawdopodobnie synonimem N. davidi jest także N. denticulata sinensis (Kemp, 1913).
W 2018 r. stwierdzono obecność Neocaridina davidi jako gatunku inwazyjnego w dolnej Odrze, w kanale odprowadzającym podgrzane wody z elektrowni Dolna Odra. Populacja utrzymuje się w tym miejscu co najmniej od 2003 r., a została zapoczątkowana najprawdopodobniej przez wpuszczenie do Odry przez posiadacza akwarium.

## Dymorfizm
Dymorfizm płciowy
Samice są większe i masywniejsze od samców, zazwyczaj bardziej wybarwione. Posiadają również charakterystyczne siodełka (w których rozwijają się jajeczka) oraz wypukły odwłok. Samce są mniejsze, smuklejsze, nie posiadają siodełka, zaś ich odwłok jest płaski.

## Hodowla w akwarium
Akwarium
Woda w akwarium powinna mieć optymalnie ok. 25 st. C. Parametry wody: 12 GH, 5 KH, pH 6,8 – 7,5. W temperaturze niższej niż 20 st. C. może nie przystępować do rozrodu.
Akwarium nie musi być duże, kilka osobników można trzymać od 20 l wzwyż. Dno akwarium najlepiej wysypać piaskiem, lub drobnym żwirkiem. W akwarium powinny się również znaleźć liczne kryjówki, świetnie się do tego celu nadają korzenie, bądź kamienie. Warto umieścić w akwarium drobnolistne rośliny, wśród których krewetki będą się skrywać. Najlepszy jest mech jawajski.
Niezbędny jest w akwarium filtr biologiczny, gdyż krewetki są bardzo wrażliwe na związki azotu i miedzi. Nieodzownym elementem jest też kamień napowietrzający (choć zdecydowanie lepiej, kiedy zapewniamy krewetkom filtrację na poziomie biologicznym sadząc w akwarium dużą ilość roślin), skorupiaki te są bardzo wrażliwe na brak tlenu w wodzie. Braki tlenu w wodzie prowadzą do przyduchy, a następnie do śmierci krewetek. Nie powinny być trzymane z rybami gustującymi w skorupiakach.
Pokarm
Ponieważ glony składają się w większości z wody, krewetki powinny być dokarmiane. Dlatego podawane są pokarmy sztuczne zawierające spirulinę, pokarmy naturalne i sztuczne zawierające karotenoidy, cyklop, artemia (słonaczek). Podawanie pokarmów zawierających karoten powoduje, iż krewetki ładnie się wybarwiają. Krewetki również jedzą resztki pokarmu, szczątki roślin, ale również padlinę np. martwą rybę.
Krewetki hodowane w akwariach dokarmiane są marchewką, bananem, brokułami, kalafiorem, fasolką szparagową, groszkiem, ogórkiem zielonym, selerem, szpinakiem, papryka czy pomidorami. Wszystko przed podaniem powinno być odpowiednio spreparowane, tzn. ugotowane lub sparzone. Podawać można również sztuczne pokarmy np. Shrimp Sticks czy Spirutabin Forte 36%. Chętnie też zjedzą suszone liście buku, dębu, migdałecznika oraz olchy (również szyszki) zbierane z dala od miasta. W liściach tych znajdują się garbniki, które dezynfekują i lekko zakwaszają wodę – krewetki czują się w niej znakomicie. Niestety nie działa to w twardej wodzie.
Rozmnażanie

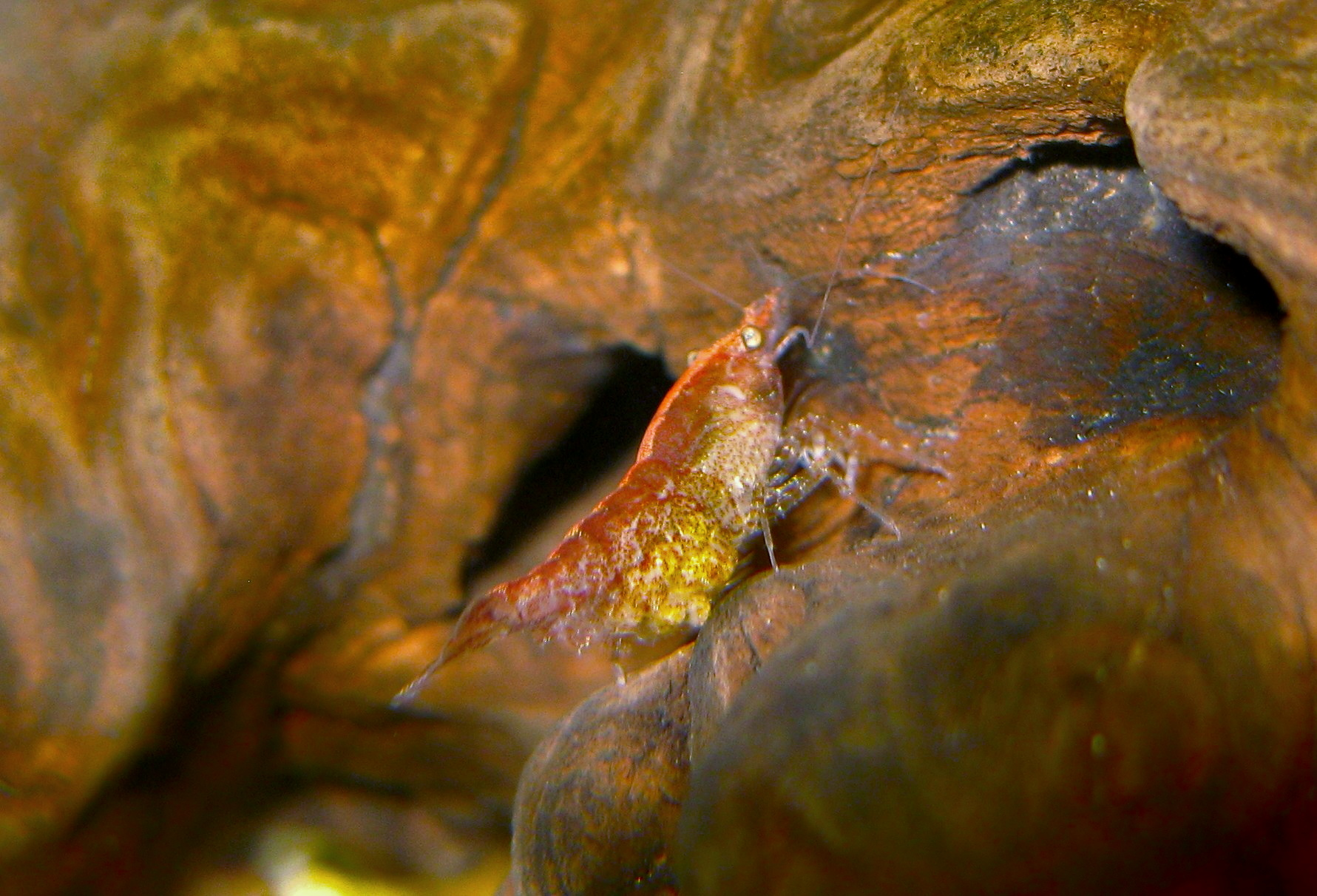
Krewetka Neocaridina davidi z jajkami umieszczonymi pod tułowiem

Krewetki osiągają dojrzałość płciową w wieku 3-4 miesięcy. N. davidi nie trzeba w żaden sposób stymulować do rozrodu. Przy odpowiednich warunkach po niedługim czasie same zaczynają się rozmnażać. Wówczas pod odwłokiem samic pojawiają się małe jajeczka (w zależności od osobnika mogą one być żółte, pomarańczowe, a nawet zielone). U N. davidi dochodzi do przeobrażenia niezupełnego. Po 3-4 tygodniach wykluwają się ok. 2 mm krewetki. Młode nie są wybarwione.
Odchów młodych
Młode krewetki karmione są tym samym pokarmem, co dorosłe, tyle, że rozdrobnionym. Nim krewetki osiągną duże rozmiary warto zabezpieczyć filtr, gdyż często młode są do niego wciągane, gdzie giną.
Wylinka
Krewetki przechodzą proces linienia, czyli zrzucania pancerza. Gdy zbliża się czas wylinki krewetki się ukrywają, przestają jeść, stają się apatyczne. Zdawało by się, że zdychają. Samo zrzucenie pancerza trwa chwilę, krewetki ukrywają się by przygotować się na ten bardzo męczący dla nich proces. Po zrzuceniu pancerza ukrywają się przez kolejne 2-3 dni czekając aż ich nowy pancerz stwardnieje.

## Galeria

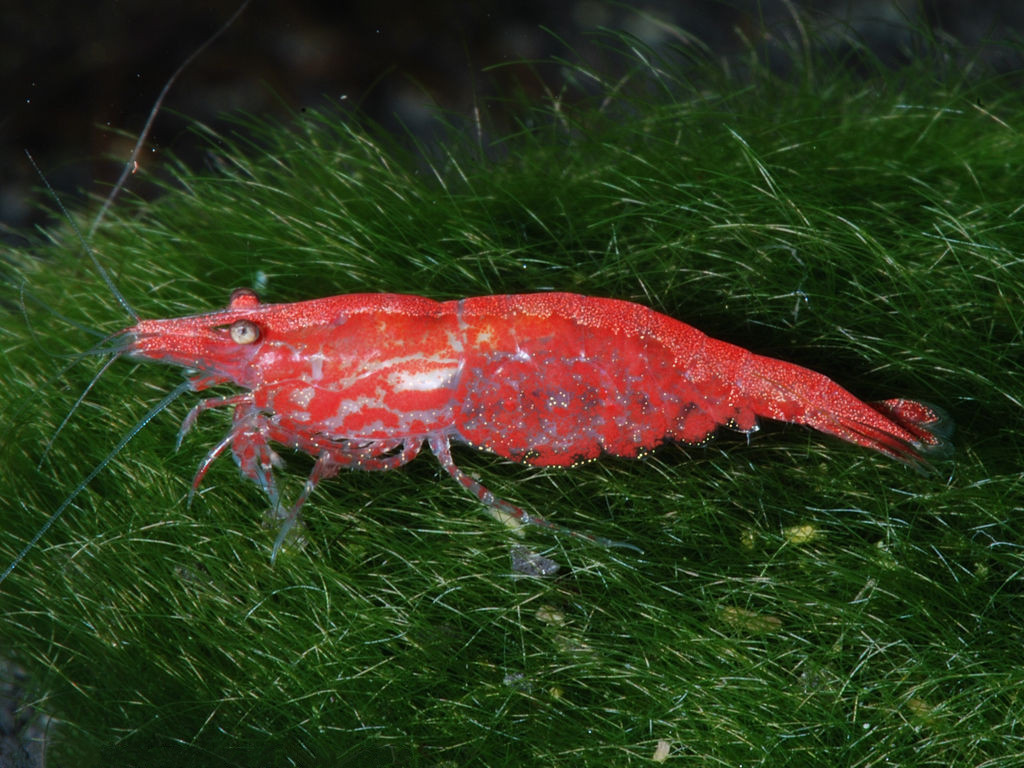
Forma czerwona (var red)
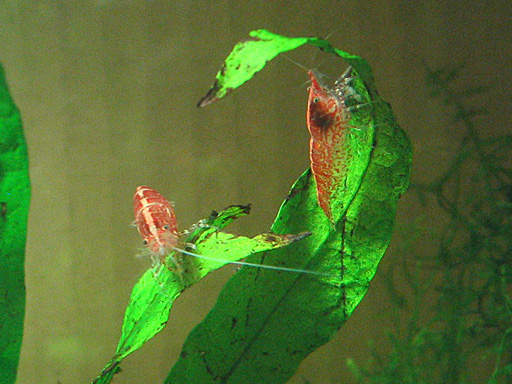
Dwie krewetki N. davidi na liściu mikrozorium
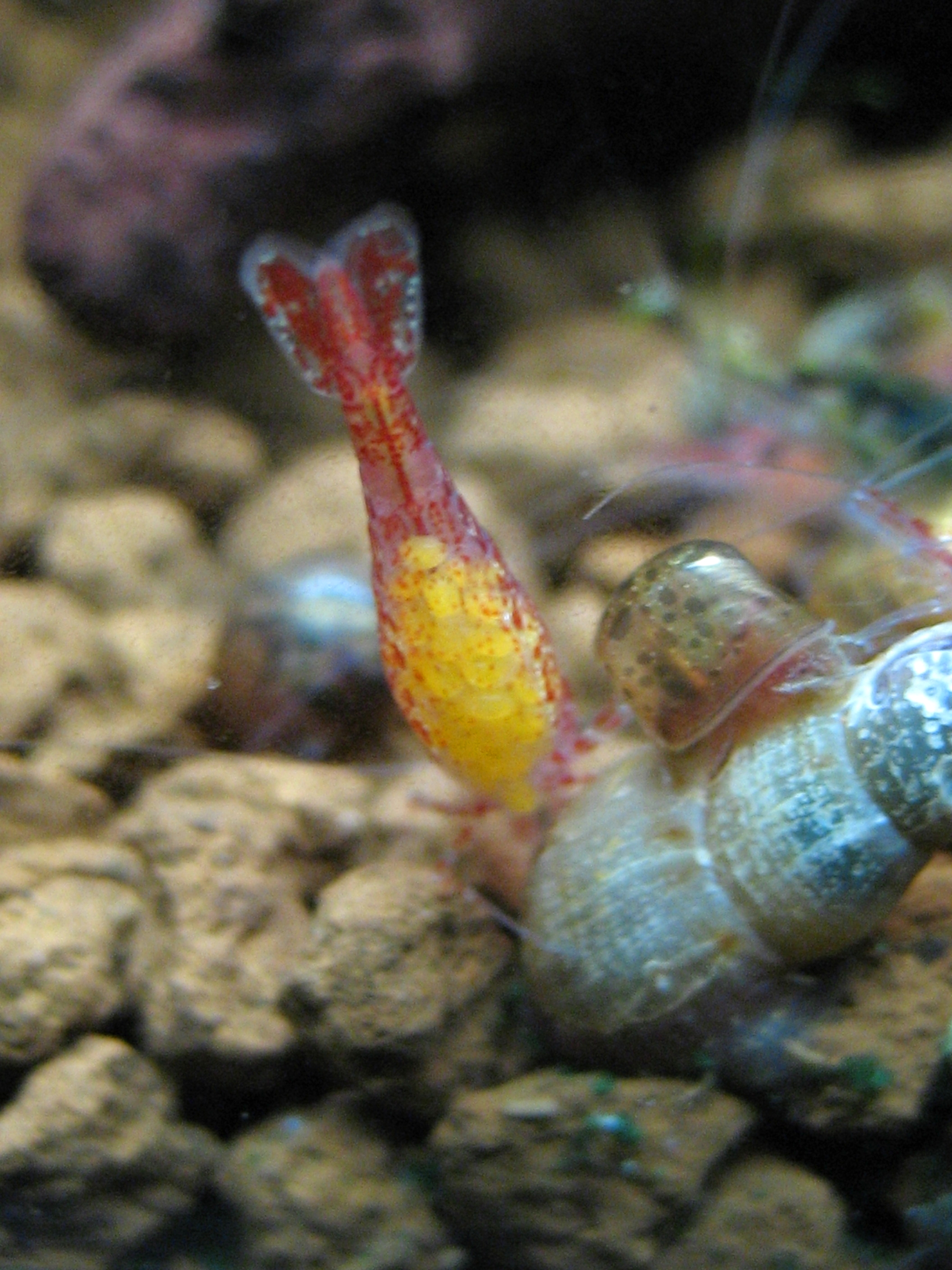
Samica N. davidi z jajami
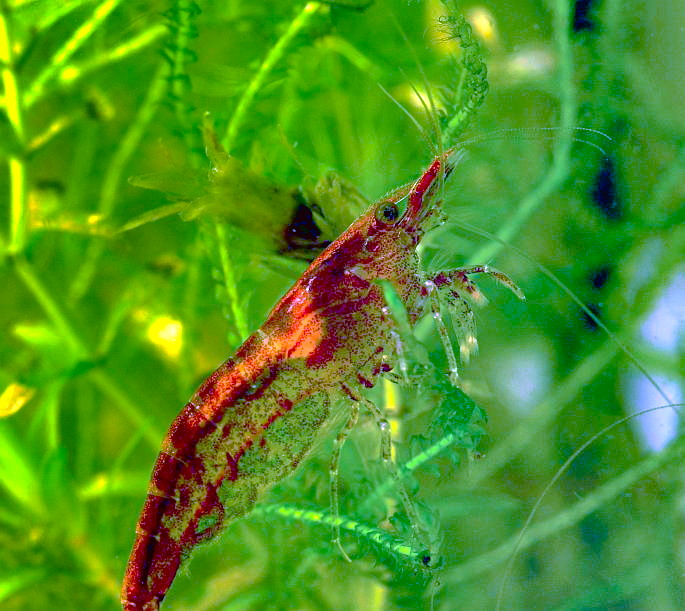
Zbliżenie krewetki
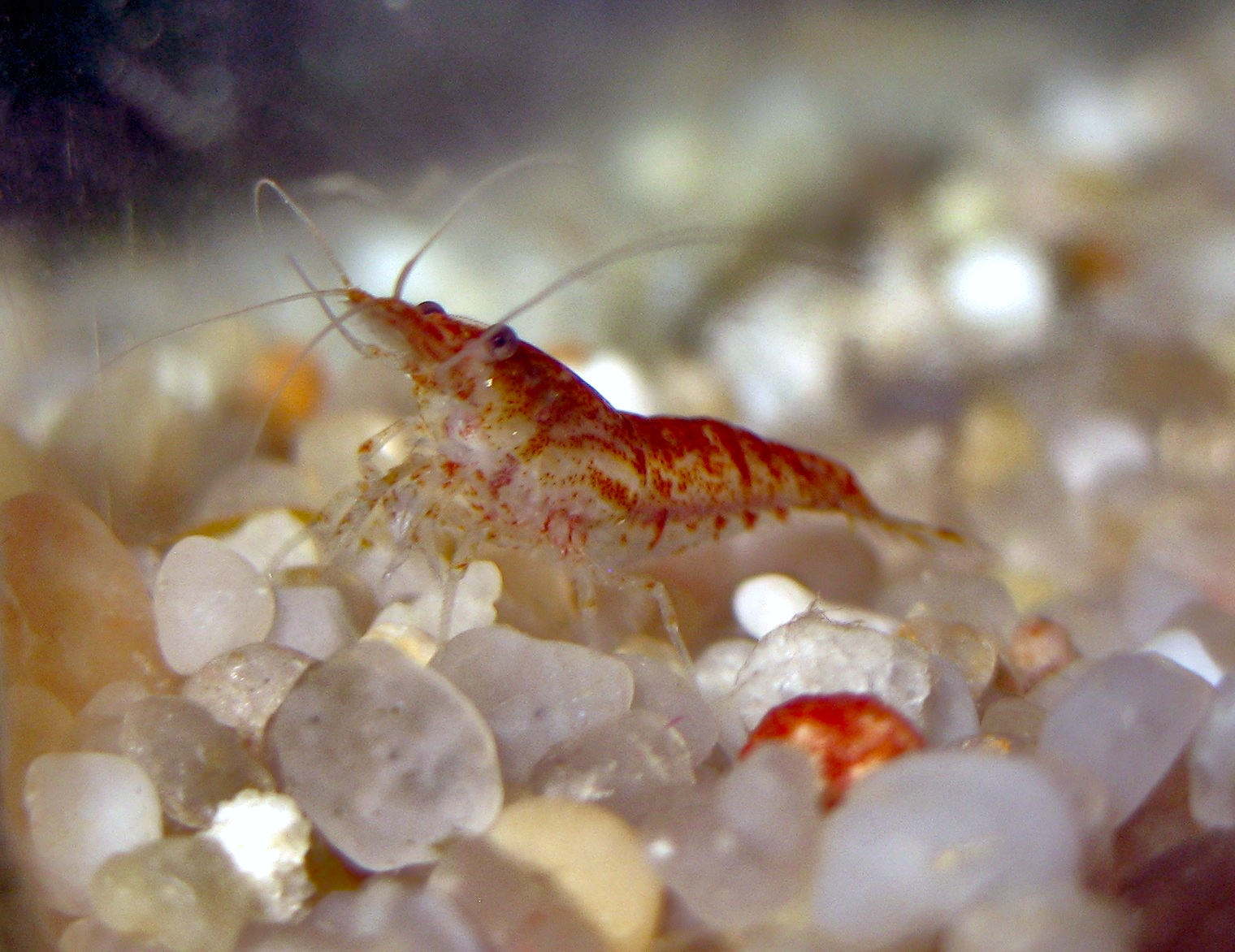
Krewetka N. davidi w akwarium
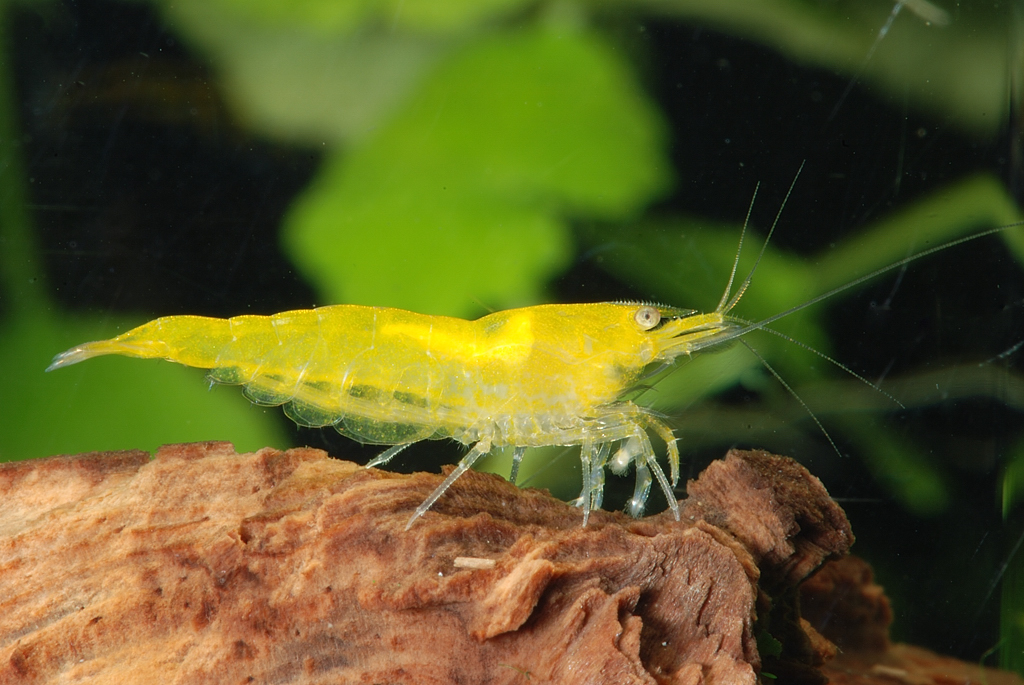
Odmiana żółta N. davidi var. yellow